# Шаная Твейн
Еллін Реджайна Едвардс (англ. Eilleen Regina Edwards), змінила на Шаная, у шлюбі Твейн (Shania Twain; * 28 серпня 1965; Віндзор, Онтаріо, Канада)  — канадська поетеса-співачка та композиторка у стилі кантрі-поп.
Перша у світі співачка, яка продала 34 млн копій одного свого альбому («Come On Over», 3-й студійний альбом, 1997  — він до того ж побив усі рекорди продажу альбомів у стилі кантрі). 5 разів вигравала «Греммі», 27 разів  — «Broadcast Music Incorporated». Станом на 2010 продано 65 мільйонів копій альбомів Твейн.

## Раннє життя

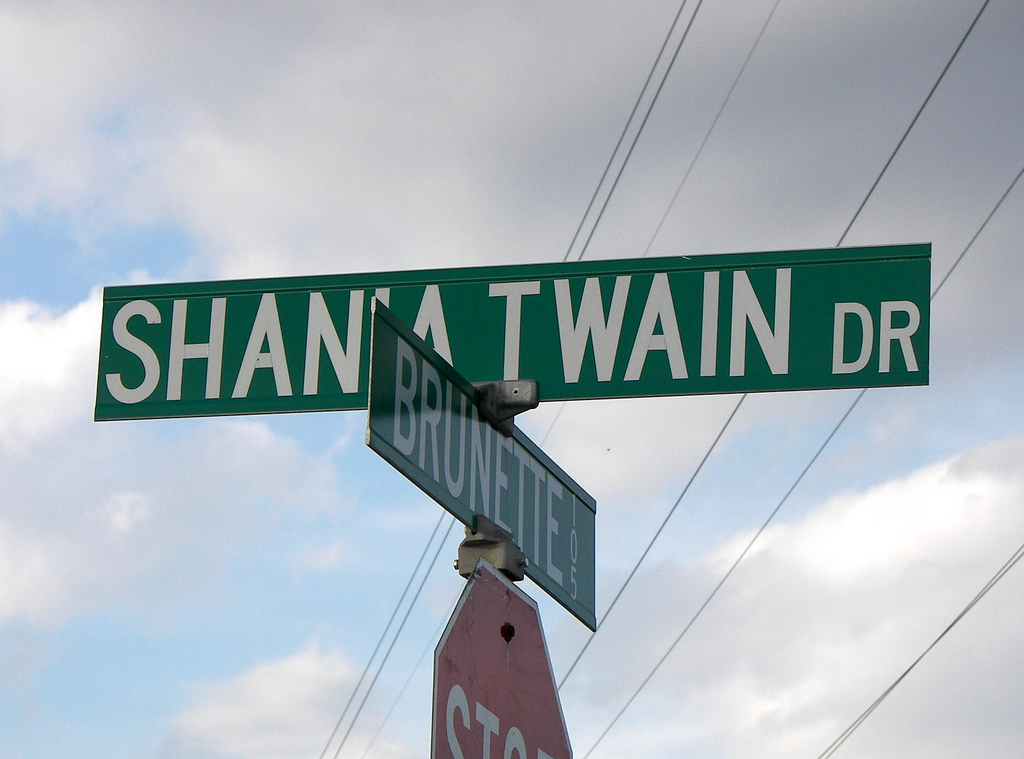
Вулиця, названа на честь Твейн в Тіммінс, Онтаріо

Народилася 28 серпня 1965 у Віндзорі, Онтаріо, Канада. Її батьки Кларенс з родини Крі і Шерон Едвардс, що переїхала до Канади з Ньюбріджа, Кілдейр, Ірландія, розлучились, коли їй виповнилося 2 роки. Мати з нею і її сестрою Джилл переїхали до Тіммінса, де познайомилася з Джеррі Твейном із родини Оджіва і невдовзі одружилася. Тепер у родині стало п'ять дітей, оскільки вітчим мав синів Марка й Дерила і дочку Керрі Енн. 
Дитинство Еллін було непростим, її сім'я мало заробляла, в будинку часто не вистачало їжі. Мати не довіряла школі, тому навчала дітей самостійно. У ранньому віці Еллін була привчена до полювання і рубання дров. Одного разу, коли вітчим був роботі, мати повезла своїх дітей до притулку для безхатченків по допомогу, що знаходився у Торонто, за 684 кілометри від дому. 
У 1980-х її родина була залучення до програми відновлення лісів північної частини Онтаріо. Було дуже багато роботи і дуже мала платня, але Шаная казала, що: «не боялася важкої фізичної роботи. Ми самі не могли нормально помитися, а одяг прали в озері. Цей період часу був доволі бурхливим і творчим. Я б хотіла сидіти з моєю собакою і гітарою у лісі та просто писати пісні».

## Музична кар'єра

### Рання кар'єра
Щоб допомогти родині, Еллін з дитинства працювала в місцевому кафе МакДональс, а після роботи виступала у барах і клубах. Опівночі 8-річна Еллін заробляла $ 20, а зранку лише $ 1. В основному її виступи слухали люди, які залишалися у барах чи кафе після закриття, або які приходили перед відкриттям. Еллін було дуже неприємно виступати в задимлених приміщеннях, але вона вважала, що якщо не пройде цей етап, то не стане справжньою співачкою. Ставши популярною, Шаная скаже: Музика була моєю пристрастю і допомагала мені. Були моменти, коли я думала, що ненавиджу її. Я дуже не хотіла виступати для пияків, проте любов до музики врятувала мене.
Перші пісні «Is Love a Rose» і «Just Like the Storybooks» Еллін написала у 10-річному віці.
У 13 років Еллін Едвардс була запрошена на шоу «Tommy Hunter». Невдовзі почала навчатися у школі «Timmins High and Vocational School», а також стала вокалісткою гурту «Longshot».
Після закінчення школи у липні 1983 Едвардс прагнула розширити свої музичні уподобання. Її гурт «Longshot» занепав, і згодом вона познайомилась з вокалісткою гурту «Flirt» Діаною Чейз і провела з нею тур по всьому Онтаріо. Невдовзі почала брати уроки музики у Іана Гаретта, який жив у Торонто. Часто їй не вистачало грошей на оплату уроків і вона залишалася прибирати його будинок, щоб виплатити борг. Восени 1984 ді-джей Стен Семпбелл написав про Еллін Едвардс статтю у журналі «Country Music News»: «Еллін володіє сильним голосом із значним діапазоном. У неї є пристрасть, амбіції і позитивне відношення до музики, що допоможе їй досягти своїх цілей». Семпбелл також допоміг Едвардс підспівувати у пісні Тіма Деніса «Heavy on the Sunshine». Згодом він забрав Едвардс до Нашвілля, де вона познайомилась з кантрі співачкою Мері Бейлі, яка досягла успіху у 1976.
Бейлі підписала контракт з Стеном Семпбеллом, і Едвардс переїхала до її будинку на озері Кеногамі, де практикувалась музиці щодня. Восені 1985 Бейлі допомогла Едвардс підспівувати у пісні Келіти Геверланди «Too Hot to Handle». Невдовзі співачки переселилися в центр міста, озеро Кіркленд. Там Едвардс познайомилась з рок-клавішником Еріком Лембайром і ударником Ренді Юрко та сформувала новий гурт. Через три місяці переїхала до Бовменвілля. В кінці літа 1986 Мері Бейлі організувала Едвардс зустріч із Джоном Кімом Беллем, який мав тісні стосунки з директором «Canadian Country Music Association». 8 лютого 1987 Едвардс виступила з бродвейською зіркою Бернадеттою Петерс, джаз-гітаристом Доном Россом і «Toronto Symphony Orchestra» в «Roy Thompson Hall». 1 листопада 1987 Еллін дізналась, що її батьки загинули в автокатастрофі. Вона самостійно піклувалась про двох сестер і братів і невдовзі переїхала до Гантсвілля, Онтаріо. На виступи вона їздила в сусіднє місто Дірхарст Резорт.

### 1993–1994: «Shania Twain»

«Shania Twain» — дебютний альбом співачки

Після того, як її брати підросли і переїхали в інше місце, Еллін Едвардс зібрала колекцію пісень. Її менеджер погодився провести запис, і невдовзі кілька записуючих компаній, як-от «Mercury Nashville Records», зацікавились юною співачкою. В той час вона змінила ім'я на Шанайю (з мови Оджіва означає «на моєму шляху»).
Перший студійний альбом «Shania Twain» вийшов 1993 в Північній Америці. Альбом здобув популярність не тільки в Канаді, а й у США. Багато критиків дали позивні огляди, а ще альбом посів 67 місце на «Billboard» Country Albums Chart. В США пісні «What Made You Say That» та «Dance with the One That Brought You» стали хітами. В Європі Шаная здобула більшої популярності. Співачка виграла «Country Music Television Europe's» у категорії Rising Video Star of the Year. У США було продано більше мільйона копій і альбом був сертифікований як платиновий (RIAA). Невдовзі Шаная записала кілька пісень з Семмі Кершевсом для його альбому «Haunted Heart».

### 1995–1996: «The Woman in Me»
Через деякий час пісні Шанаї почув рок-продюсер Роберт Джон «Матт» Ленг і запропонував продюсувати її наступні пісні. Після багатьох телефонних розмов вони зустрілися у Нашвіллі у червні 1993. Згодом вони стали доволі близькими людьми і разом написали пісні для другого студійного альбому Шанаї.
Альбом «The Woman in Me» вийшов навесні 1995. Перший сингл «Whose Bed Have Your Boots Been Under?» посів 11 місце на «Billboard» Hot Country Songs. Другий сингл «Any Man of Mine» став перший хітом Шанаї й посів 1 місце. Третій сингл «The Woman in Me (Needs the Man in You)» посів 14 місце, але три наступні, «(If You're Not in It for Love) I'm Outta Here!», «You Win My Love» та «No One Needs to Know», стали гітами. Сьомий сингл «Home Ain't Where His Heart Is (Anymore)» зайняв 28 місце на «Billboard» Hot Country Songs. Останній сингл «God Bless the Child» посів 48 місце. 2007 було продано 12 мільйонів копій альбому «The Woman in Me». Альбом отримав «Греммі» у категорії Best Country Album. Альбом «The Woman in Me» також здобув нагороду Album of the Year на «Academy of Country Music». Сама Шаная виграла Best New Female Vocalist.

### 1997–2000: «Come On Over»

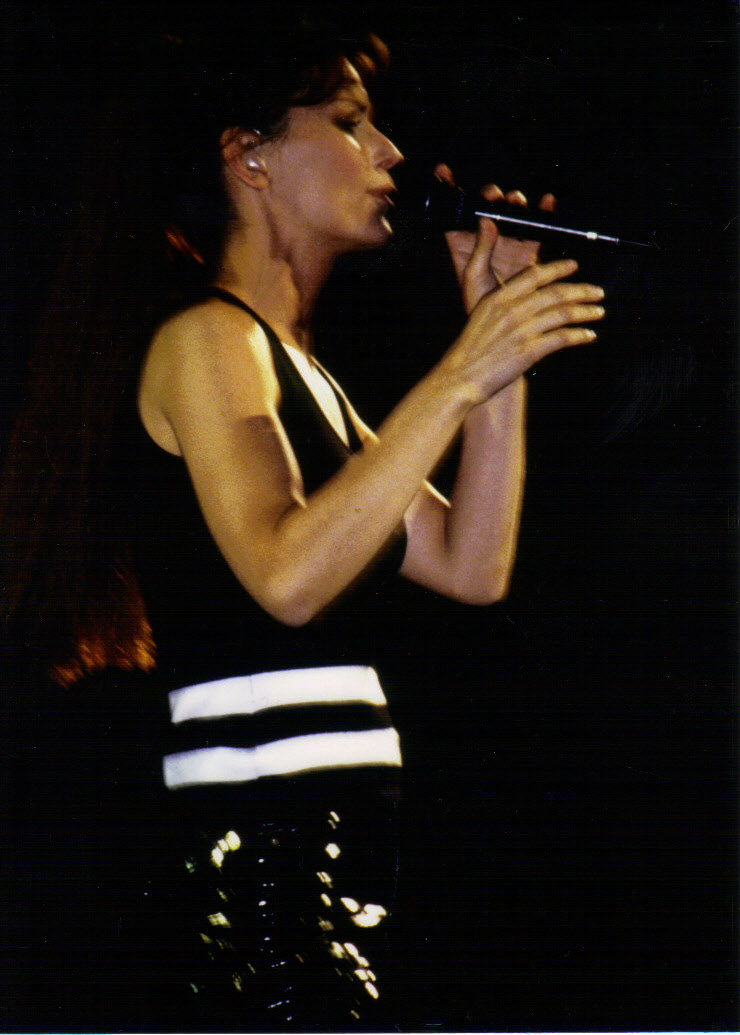
Шаная під час концерту «Come on Over Tour», 1999

В 1997 вийшов третій студійний альбом «Come On Over». Третій сингл альбому «You're Still the One» вперше став гітом за межами Канади і США. Загалом синглами стали 12 пісень. У США було продано 20 мільйонів копій альбому, а всього — 34 мільйони. Шаная стала першою жінкою у світі, яка продала таку кількість одного альбому. «Come On Over» також увійшов в історію США, як восьмий найуспішніший альбом усіх часів. Альбом «Come On Over» перебував 99 тижнів у 10-ці найкращих пісень чарту «Billboard 200», що стало новим рекордом.
Пісня «You're Still the One» виграла нагороду «Греммі» у категорії Best Country Song, а пісня «Man! I Feel Like a Woman!» — у категорії Best Female Country Performance. Роберт Ленг виграв дві «Греммі» за «You're Still the One» і «Come On Over».
Попри великий комерційний успіх, альбом «Come On Over» не досяг 1 місця, а залишився на 2 місці на «Billboard 200». У 1999 альбом вийшов в Європі. Для європейських слухачів пісні були перероблені у поп стиль, що і зробило Шанаю популярною в Європі. На UK Albums Chart альбом 11 тижнів був на 1 місці. «Come On Over» став альбомом року в Британії. В Німеччині було продано понад 1 мільйон копій, а в Британії — 4 мільйони.
У 2000 Шаная планувала випустити різдвяний альбом, проте вкінці року реліз було скасовано.

### 2002–2004: «Up!»

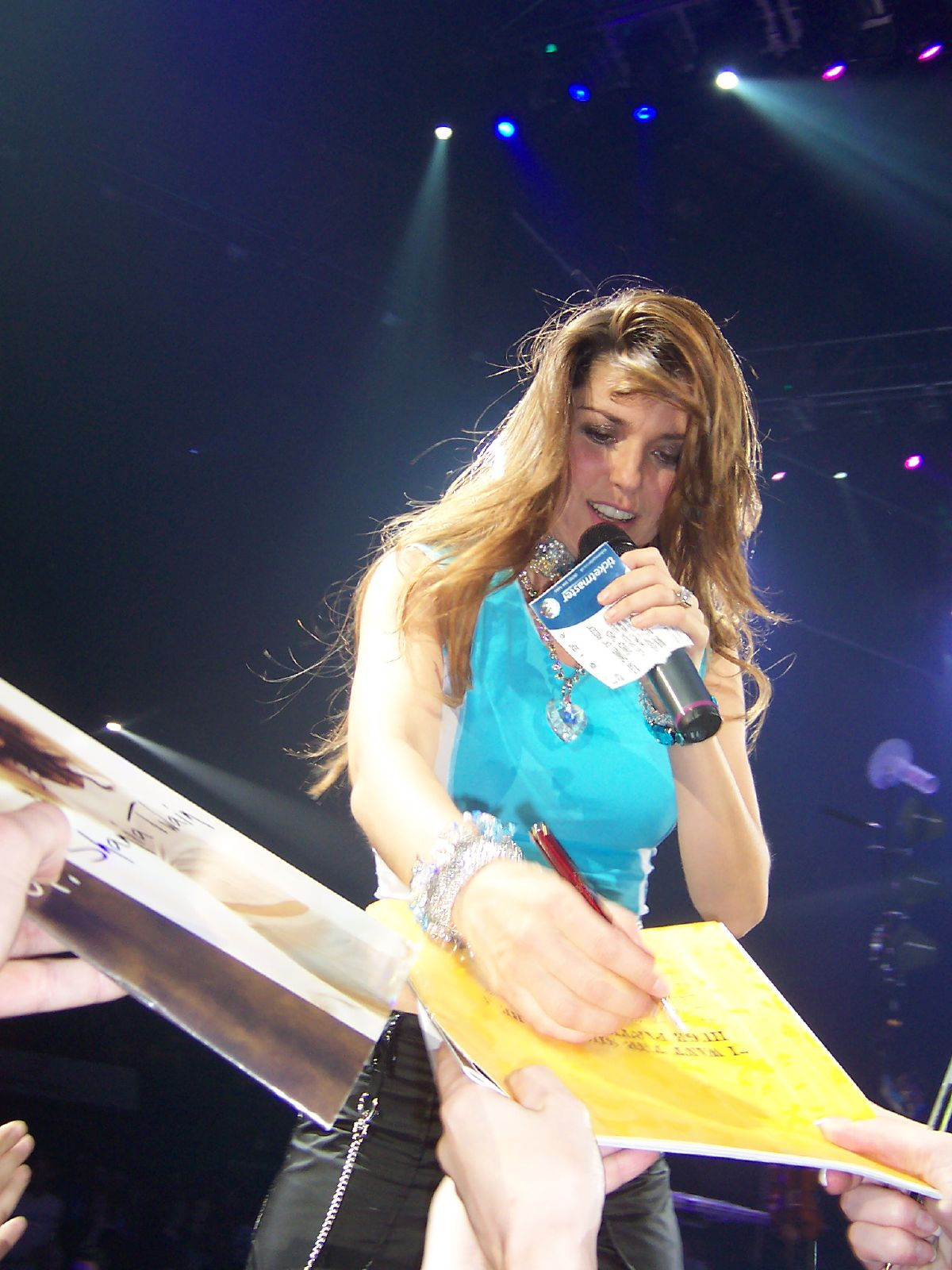
Шаная, 17 лютого 2004

Четвертий студійний альбом Шанаї, «Up!», вийшов 19 листопада 2002. Через рік, 25 вересня 2003, співачка розпочала тур «Up! Tour». Перший виступ відбувся в Гамільтоні, Онтаріо, Канада. Альбом «Up!» розподілений на три версії дисків: червоний (більш поп стилю), зелений (кантрі стиль), блакитний (міжнародна версія). Журнал «Rolling Stone» дав альбому 4 із 5 зірочок. «Up!» дебютував на 1 місці на «Billboard 200» і пробув там 5 тижнів. У перший тиждень було продано 874,000 копій. Альбом «Up!» посів 1 місце на чарті Німеччини, 2 місце на чарті Австралії і потрапив у топ 5 на чартах Британії і Франції. У Німеччині альбом отримав 4 платинових диски і пробув серед 100 найкращих альбомів півтора року.
Перший сингл «I'm Gonna Getcha Good!» посів 1 місце на Canadian Singles Chart, 7 місце на «Billboard» Hot Country Songs, 34 місце на «Billboard» Hot 100 і 4 місце на UK Singles Chart. Другий сингл «Up!» посів 2 місце на Canadian Singles Chart, 12 місце на «Billboard» Hot Country Songs і 63 місце на «Billboard» Hot 100.
Пісня «Ka-Ching!» стала третім європейським синглом (пісня не стала синглом в Північній Америці і Австралії). Сингл посів 3 місце на чарті Німеччини, 8 місце на UK Singles Chart, 27 міце на «Irish Singles Chart» і увійшов до першої п'ятнадцятки у чарті Франції. Третім міжнародним синглом стала пісня «Forever and for Always», яка також стала найуспішнішою піснею в альбомі. Реліз відбувся у квітні 2003. Сингл «Forever and for Always» посів 5 місце на Canadian Singles Chart, 4 місце на «Billboard» Hot Country Songs, 20 місце на «Billboard» Hot 100, 1 місце на «Billboard» Hot Adult Contemporary Tracks і 6 місце на UK Singles Chart.
Четвертим європейським синглом стала пісня «Thank You Baby! (For Makin' Someday Come So Soon)». Сингл посів 11 місце на UK Singles Chart, 23 місце на «Irish Singles Chart» і 20 місце на чарті Німеччини. Четвертим американським синглом стала пісня «She's Not Just a Pretty Face». Пісня посіла 9 місце на «Billboard» Hot Country Songs і 56 місце на «Billboard» Hot 100.
П'ятим європейським і австралійським синглом стала пісня «When You Kiss Me». Сингл посів 21 місце на UK Singles Chart, 41 місце на «Irish Singles Chart», 30 місце на чарті Німеччини і 47 місце на «ARIA Charts». П'ятим американським синглом стала пісня «It Only Hurts When I'm Breathing». Пісня посіла 18 місце на «Billboard» Hot Country Songs, 71 місце на «Billboard» Hot 100 і місце на 16 «Billboard» Hot Adult Contemporary Tracks.
В січні 2008 було продано 5,5 мільйонів копій альбому «Up!» в США, також альбом отримав 11 платинових дисків від «RIAA». В 2003 Шаная і Елісон Краусс підспівували у пісні Доллі Партон «Coat of Many Colors», яка входить в альбом «Just Because I'm a Woman». Пісня посіла 57 місце на «Billboard» Hot Country Songs. Невдовзі Шаная виступила з піснями «Man! I Feel Like a Woman!» та «Up!» на шоу «Super Bowl XXXVII».

### 2004–2005: «Greatest Hits»

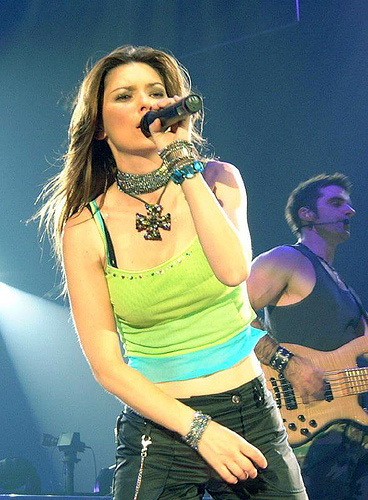
Шаная на концерті в Англії

В 2004 Шаная випустила альбом «Greatest Hits», до якого входили три нові пісні. До 2008 року було продано більш ніж 4 мільйони копій у США. Перший сингл «Party for Two» має дві версії: перша у стилі кантрі і виконана у дуеті з Біллі Каррінгтоном, друга у поп стилі і виконана у дуеті з Марком МакГратом. Пісня посіла 3 місце на Canadian Country Chart, 2 місце на Canadian Singles Chart, 7 місце на «Billboard» Hot Country Songs, 58 місце на «Billboard» Hot 100, 10 місце на UK Singles Chart і 7 місце на чарті Німеччини.
Другий сингл «Don't!» посів 4 місце на Canadian Country Chart, 10 місце на Canadian Singles Chart, 24 місце на «Billboard» Hot Country Songs, 122 місце на «Billboard» Hot 100, 30 місце на UK Singles Chart і 58 місце на чарті Німеччини. Третій сингл «I Ain't No Quitter» посів 22 місце на Canadian Singles Chart і 45 місце на «Billboard» Hot Country Songs.
19 листопада 2004 Шаная взяла участь у програмі «Children in Need». В серпні 2005 співачка випустила пісню «Shoes», яка стала саундтреком до серіалу «Відчайдушні домогосподарки». Пісня посіла 29 місце на «Billboard» Hot Country Songs. Були заплановані зйомки кліпу, проте невдовзі їх відмінили.

### 2006 – нині
16 травня 2007 на «Academy of Country Music Awards» Шаная сказала, що працює над піснями для нового альбому. В 2007 заспівала у дуеті з Енн Мюррей пісню «You Needed Me», яка входить до альбому Енн «Anne Murray Duets: Friends and Legends ». В січні 2009 на інтернет-форумах почала з'являтися інформація, яка каже, що 26 січня 2009 Шаная презентуватиме новий альбом. Проте невдовзі лейбл повідомив, що альбом не вийде у найближчій час. В червні 2009 Шаная написала лист фанам, де пояснила затримку альбому. У серпні 2009 лейбл ще раз підтвердив, що реліз альбому не відбудеться у найближчій час.
17 серпня 2009 було оголошено, що в Чикаго Шаная буде у журі прослухування для участі у шоу «American Idol». 1 січня 2010 Шаная пронесла Олімпійський вогонь своїм рідним містечком. У квітні 2010 Шаная оголосила, що в 2011 стартує її шоу «Why Not? With Shania Twain».

## Особисте життя
28 грудня 1993 одружилася з музичним продюсером Робертом Джоном «Маттом» Ланджем. 12 серпня 2001 народила сина Еджу (Ейшію) Д'Енджело. 15 травня 2008 розлучилася. 1 січня 2011 року в Пуерто-Рико обвінчалася з Фредеріком Ніколя Тібо.
Проживає в замку в Ла Тур-де-Пелз, Швейцарія і на горі (170 км) біля озера Ванака, Нова Зеландія. Твейн вегетаріанка і часто займається медитацією. Виступає на підтримку організації з захисту тварин PETA.
Шаная Твейн повідомляла, що старається підтримувати стиль секс-символу, але доволі часто почувається некомфортно під час фотосесій. Вона впевнена, що музика буде жити вічно, а фотографії — ні. «Коли я починала співати, то хотіла бути бек-вокалом для Доллі Партон і Стіві Вандера. Я не хотіла бути моделлю або акторкою і не хотіла популярності. Для мене музика — це все».

## Інші проєкти
- В 1999 сингл «Man! I Feel Like a Woman!» став рекламною піснею для косметики «Revlon».
- В 2005 Шаная стала партнеркою «COTY», щоб створити парфум «Shania by Stetson». Другий парфум «Shania Starlight» вийшов у продаж у вересні 2007.

## Нагороди

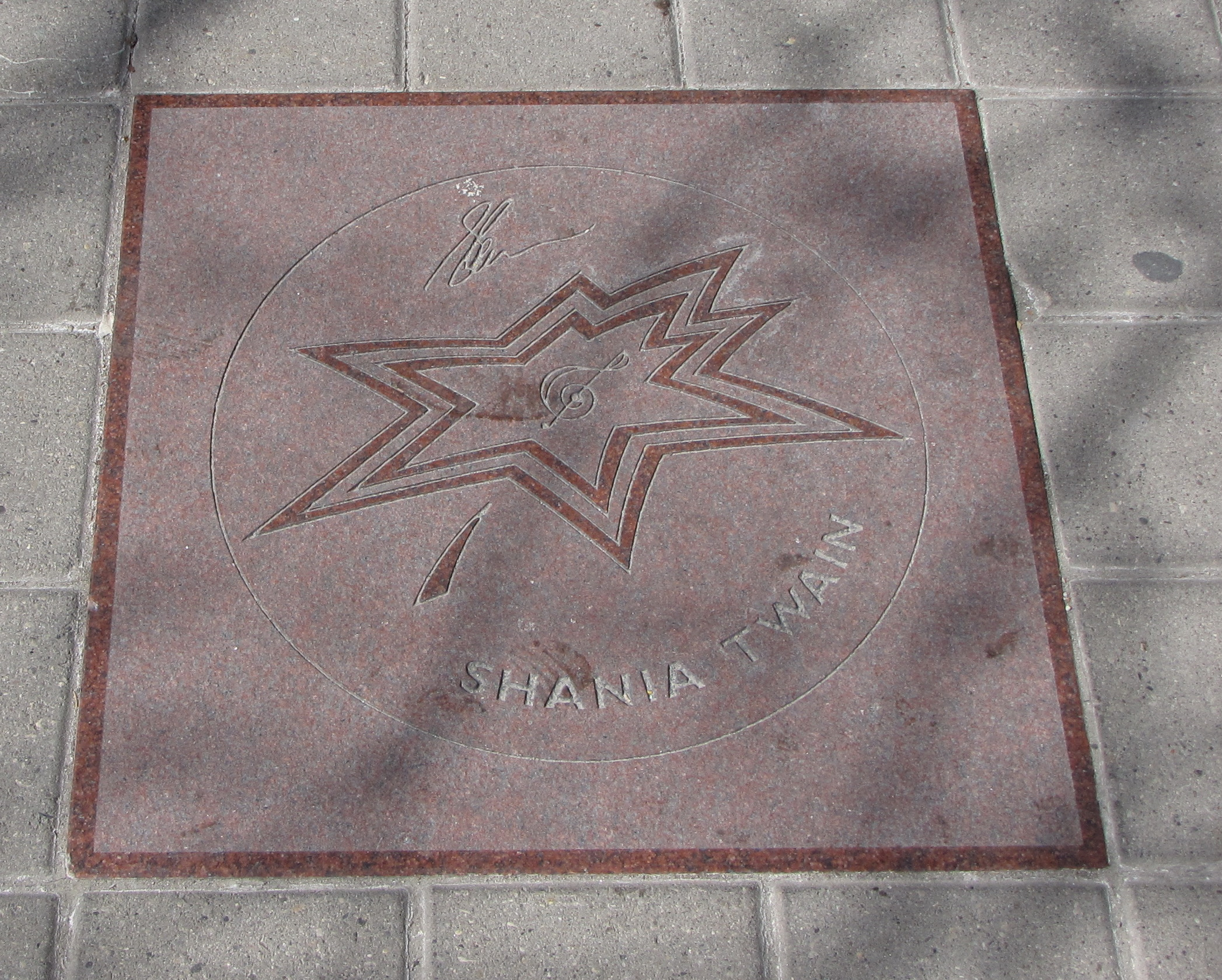
Зірка Шанаї Твейн на «Canada's Walk of Fame»

- В 1999 Шаная Твейн виграла Entertainer of the Year на «Academy of Country Music» та «Country Music Association».
- В 2002 посіла 7 місце у списку «Country Music Television» 40 Greatest Women of Country Music.
- У 2002 ім'я Шанаї Твейн помістили на «Canada's Walk of Fame»
- Рідне місто співачки, Тіммінс, перейменувало вулицю на її честь, дало ключі від міста і збудувало «Shania Twain Centre».
- 18 листопада 2005 Шанаю нагородили високою цивільною відзнакою Офіцер Ордену Канади.

## Дискографія
- 1993: Shania Twain
- 1995: The Woman in Me
- 1997: Come On Over
- 2002: Up!
- 2004: Greatest Hits
- 2017: Now
- 2023: Queen of Me